# Adorjás
Adorjás (vyslovováno [adorjáš]) je malá vesnička v Maďarsku v župě Baranya, spadající pod okres Sellye. Nachází se asi 17 km východně od Sellye. V roce 2015 zde žilo 189 obyvatel, z nichž jsou (dle údajů z roku 2011) 100 % Maďaři, 72,4 % Romové a 0,6 % Chorvati.
Sousedními vesnicemi jsou Baranyahídvég, Drávapiski, Kémes, Kisszentmárton, Kórós a Sámod.